# Vernon Harrison
Vernon George Wentworth Harrison, né le 14 mars 1912 et mort le 14 octobre 2001, est un Britannique, président de la Royal Photographic Society et un professionnel de la « recherche de documents contestés. »

## Biographie
Harrison est né à Sutton Coldfield, Warwickshire, Angleterre en mars 1912, d'un père instituteur. Harrison fait ses études à la Bishop Vesey's Grammar School avant d'étudier la physique, la chimie et les mathématiques à l'université de Birmingham. Par la suite, il entreprend trois années de recherche postuniversitaire au département de physique, étudiant en particulier « l'utilisation de la photographie et de la photomicrographie comme support d'enregistrement. »
Après avoir obtenu son doctorat, Harison a été brièvement employé dans les laboratoires londoniens de la Printing & Allied Trades Research Association (PATRA) en tant que physicien de recherche, peu avant que la guerre n'éclate, et qu'il ne prenne un poste au ministère de l'Approvisionnement. Les archives et l'équipement de PATRA sont détruits lors des raids aériens sur Londres, et de nouveaux laboratoires au sud de Londres, à Leatherfield, ne sont ouverts qu'en 1947, date à laquelle Harrison commence à travailler « sur les propriétés optiques du papier, l'impression en couleur et la qualité de la reproduction en demi-teinte ». En 1957, il est promu au poste de directeur de la recherche et se retrouve responsable d'un personnel qui compte alors environ 120 personnes.

### Faux et authenticité
En 1967, il rejoint Thos. De La Rue & Co. (imprimeur de billets de banque, timbres-poste, certificats d'actions, passeports, etc.) comme directeur de recherche dans leur centre de recherche de Maidenhead. Une partie de son rôle - et de celui du centre - consiste à « étudier les méthodes des contrefacteurs et des faussaires et à concevoir des méthodes permettant d'améliorer la sécurité des produits de la société. » Développant un intérêt pour les contrefaçons de toutes sortes. A sa retraite en 1977, Harrison s'installe à titre privé et indépendant pour examiner des documents suspects et douteux pour toutes les parties du système juridique - défense et accusation - devenant rapidement « habitué à témoigner devant un tribunal et à se soumettre à un contre-interrogatoire. »
Dans ce rôle, il a examiné un large éventail de sujets et de supports :
« Des documents élisabéthains contestés aux graffitis sur les murs, en passant par des testaments douteux, des faux contrats d'hypothèque et des documents financiers à profusion, des lettres anonymes et les lettres empoisonnées, des notes de menace, une affaire d'espionnage, l'examen de la fausse monnaie et des plaques d'impression illicites, l'identification du papier de billet récupéré des égouts et la valeur probante des photographies. »

### Intérêtsfortéensetpsychiques
Harrison a été membre de la Society for Psychical Research (SPR) et a été cofondateur et rédacteur en chef du Fortean Times, avec Hilary Evans, Jenny Randles, Bob Rickard et Hugh Pincott (ancien secrétaire et trésorier de SPR) – de l'Association pour l'étude scientifique des phénomènes anormaux (ASSAP).
À la suite de prétendues photographies du monstre du Loch Ness prises par Anthony "Doc" Shiels en 1977, Harrison a été contacté par Tim Dinsdale pour obtenir des conseils d'expert sur leur authenticité. Harrison écrit dans sa lettre, datée du 3 décembre 1977 et publiée dans Fortean Times n° 29 (été 1979), qu'il a trouvé :
« La transparence est tout à fait normale et [qu'il] n'y a aucune preuve de double exposition, de superposition d'images ou de travail manuel avec de l'eau de javel ou de la teinture. »
Il poursuit en excluant presque totalement que l'objet (prétendument « Nessie ») soit une branche, mais conclut cependant « qu'il n'est pas possible de dire, à partir d'une seule photo, ce que la photographie représente exactement. »

### Discrédit du rapport Hodgson de décembre 1885
En 1984, Harrison s'intéresse au premier « rapport Hodgson » de la Society for Psychical Research dans lequel Helena Petrovna Blavatsky était stigmatisée comme l'un des « imposteurs » les plus doués, ingénieux et intéressants de l'histoire. Harrison étudie les différents documents concernés, pour un premier rapport, « J'Accuse : An Examination of the Hodgson Report of 1885 » – publié le 8 mai 1986 par le SPR (et révisé après de nouvelles recherches par Harrison en 1997). Harrison a finalement conclu que le rapport Hodgson n'avait pas été entrepris scientifiquement et qu'il était « imparfait et indigne de confiance » et « devrait être lu avec une grande prudence, voire ignoré. »

### Autres Intérêts
Passionné de photographie depuis toujours, il a été, entre 1974 et 1976, président de la Royal Photographic Society of Great Britain, et parmi ses autres intérêts figure la musique de Franz Liszt. Il est le cofondateur survivant et un ancien président de la société (anglaise) Liszt.
Harrison se décrit comme « lisant les équations de Schrödinger et Dirac à travers les yeux de Francis Thompson. »